# Meinhard de Bamberg
Meinhard de Bamberg (mort le 20 juin 1088 probablement à Wurtzbourg) est un clerc allemand du XIe siècle.

## Biographie
Il vient d'une famille franconienne du Main et reçoit une éducation cléricale à Spire et Reims. Vers 1058, l'évêque Gunther de Bamberg le nomme écolâtre et développe l'institution.
On connaît de lui 66 ou 68 lettres écrites entre 1060 et 1075 à destination des évêques Gunther et Hermann ainsi qu'au chapitre de chanoines. Elles sont notamment une source importante pour l'histoire de la querelle des investitures. Meinhard soutient le roi. À l'été 1075, il fait partie d'une délégation envoyée à Rome de trois regni philosophi pour obtenir une dernière fois un accord entre le pape Grégoire VII et l'église du Saint-Empire romain germanique. Finalement Henri IV du Saint-Empire nomme Meinhard évêque de Wurtzbourg le 25 mai 1085 à la place d'Adalbéron. Meinhard aura le titre de contre-évêque jusqu'à sa mort.

## Source, notes et références
- (de) Cet article est partiellement ou en totalité issu de l’article de Wikipédia en allemand intitulé « Meinhard von Bamberg » (voir la liste des auteurs).
- (de) Alfred Wendehorst, « Meinhard von Bamberg », dans Neue Deutsche Biographie (NDB), vol. 16, Berlin, Duncker & Humblot, 1990, p. 670 (original numérisé).